# Osowa (Gdańsk)
Osowa (dawniej Osowa Góra, kaszb. Òsowô, niem. Espenkrug) – dzielnica w Gdańsku, położona w północno-zachodniej części miasta. Obecnie jest jedną z najludniejszych, a także jedną z najmłodszych pod względem średniego wieku mieszkańców dzielnic Gdańska. Średnia wieku mieszkańców dzielnicy Osowa to 39 lat i stanowi czwarty najniższy, po dzielnicach Jasień (33), Ujeścisko (35) i Kokoszki (37), wynik w mieście.

## Etymologia nazwy

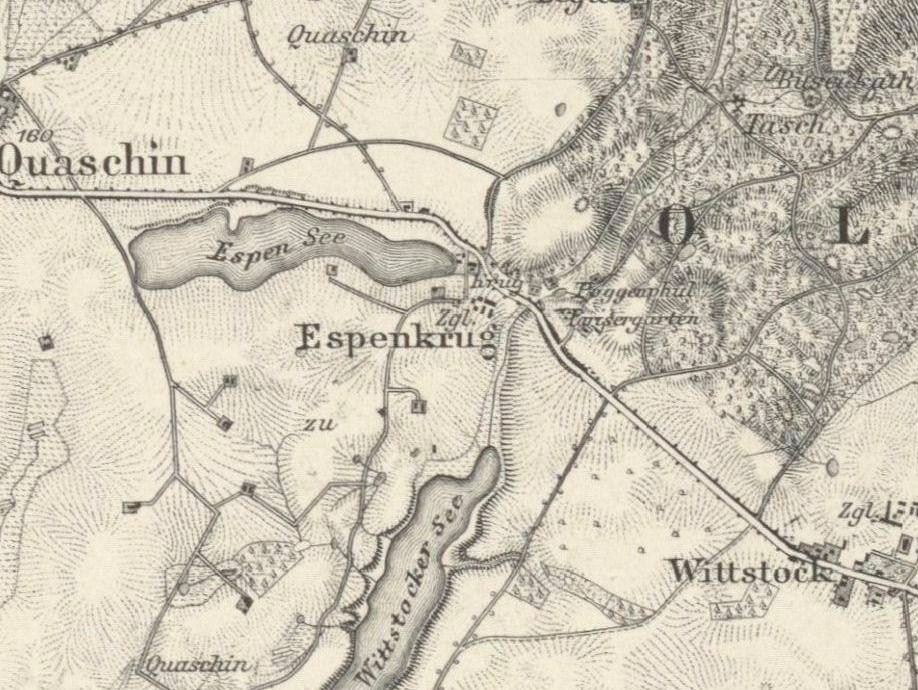
Osowa na mapie z 1901

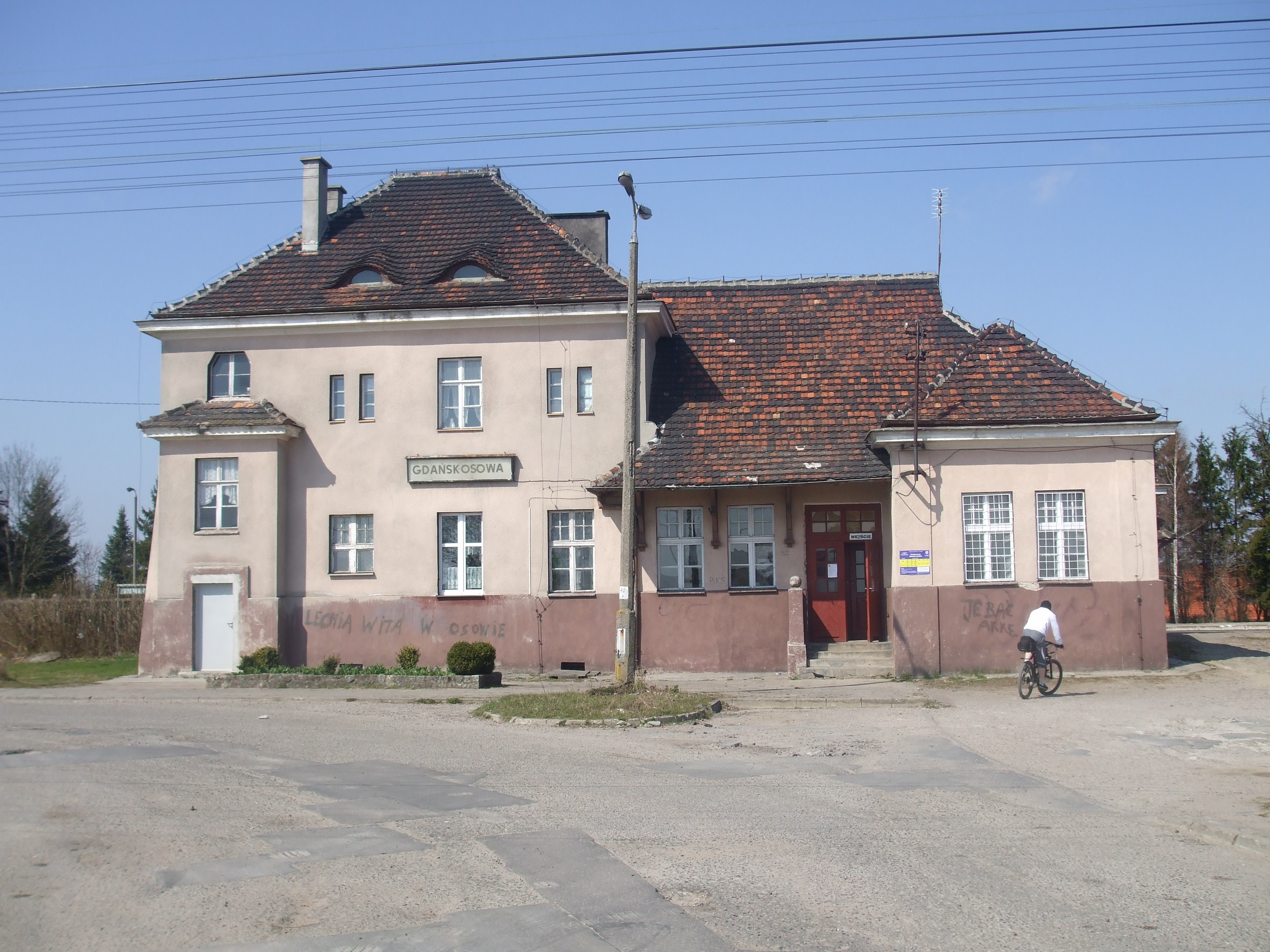
Dworzec Gdańsk Osowa

Nazwa „Osowa” pojawia się już w 1659 w brzmieniu Espenkrug (Osowa Karczma). Owa karczma znajdowała się wśród drzew osik, zwanych niegdyś „osami” – stąd przydawka „osowa”. Inne określenie miejsca, od którego wywodzi się dzisiejsza Osowa, to „Osowa Góra” (po kaszubsku – Òsowô Góra). To określenie z kolei nawiązuje do „górzystego” krajobrazu terenów otaczających Osowę. Z czasem, najprawdopodobniej ze względu na niewygodę posługiwania się dwuczęściową nazwą miejscowości, drugi jej człon uległ zanikowi i pozostała przydawka „Osowa”. W takiej postaci nazwa utrwaliła się w dokumentach urzędowych.
Interesującym przejawem lokalnego folkloru jest, funkcjonujące w potocznym języku mieszkańców Osowej, kilka form odmiany nazwy dzielnicy. Jedni jadą „do Osowej” inni „do Osowy”, a część osób „na Osowę”. Część mieszkańców skłonna jest uważać, że mieszka „w Osowej” a inni, że „w Osowie” (odmiana rzeczownikowa i przymiotnikowa). W „Wykazie urzędowych nazw miejscowości w Polsce” (Warszawa 1981) figuruje tylko jedna odmiana „w Osowej” i taka obowiązuje w urzędach.

## Położenie geograficzno-administracyjne

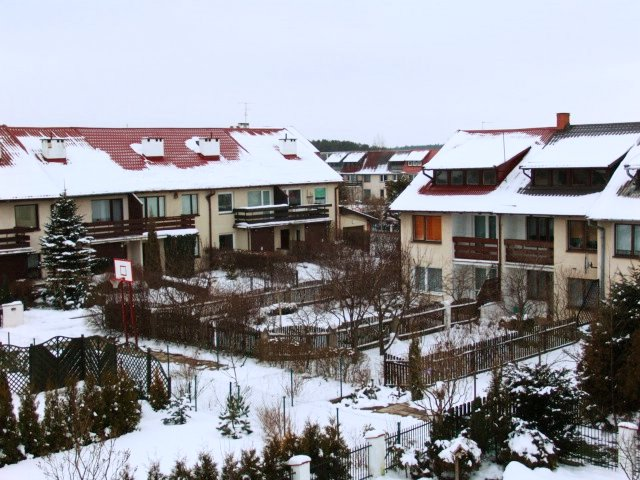
Szeregowa zabudowa Osowej

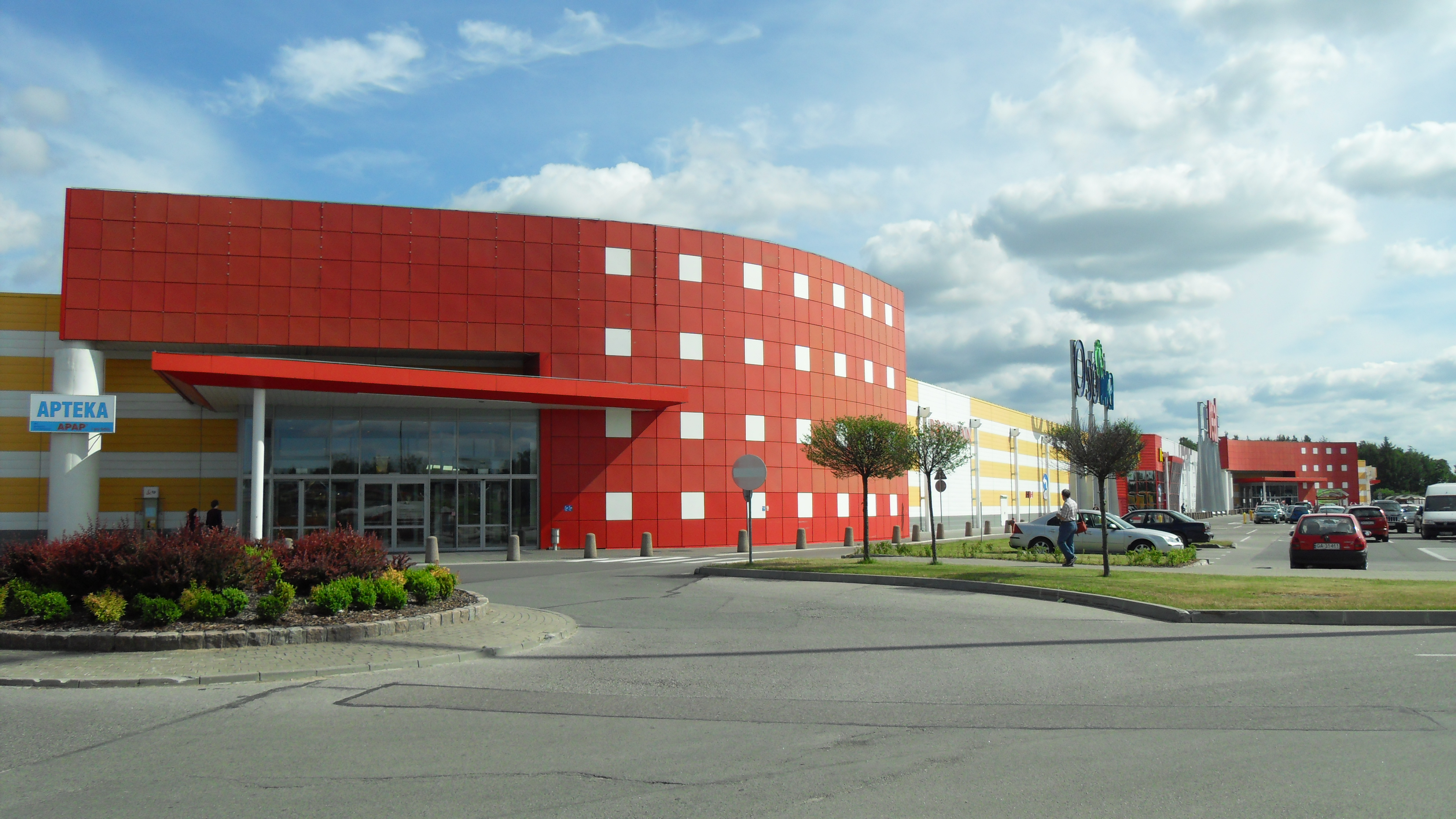
Centrum Handlowe Osowa

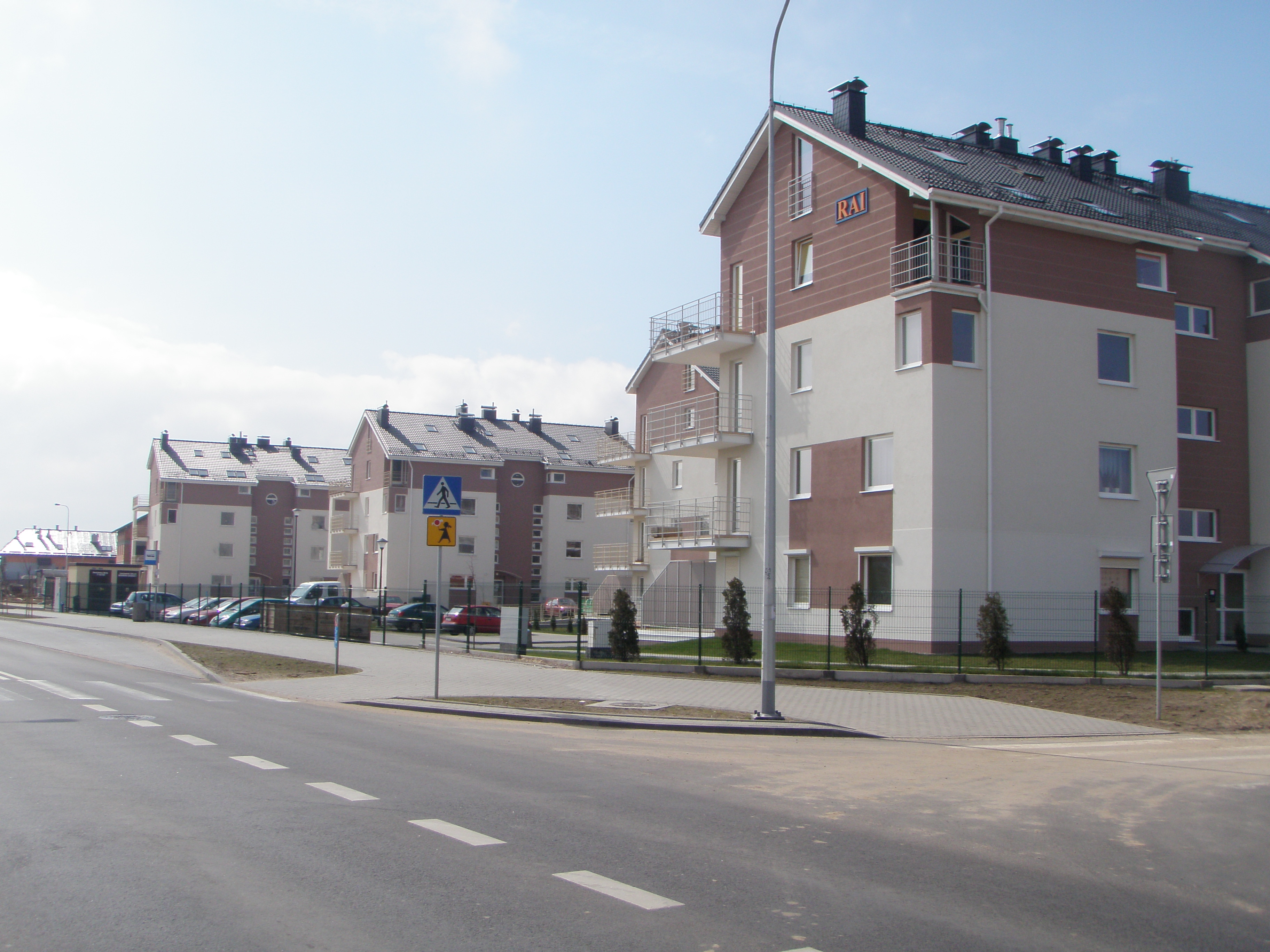
Ulica Wodnika

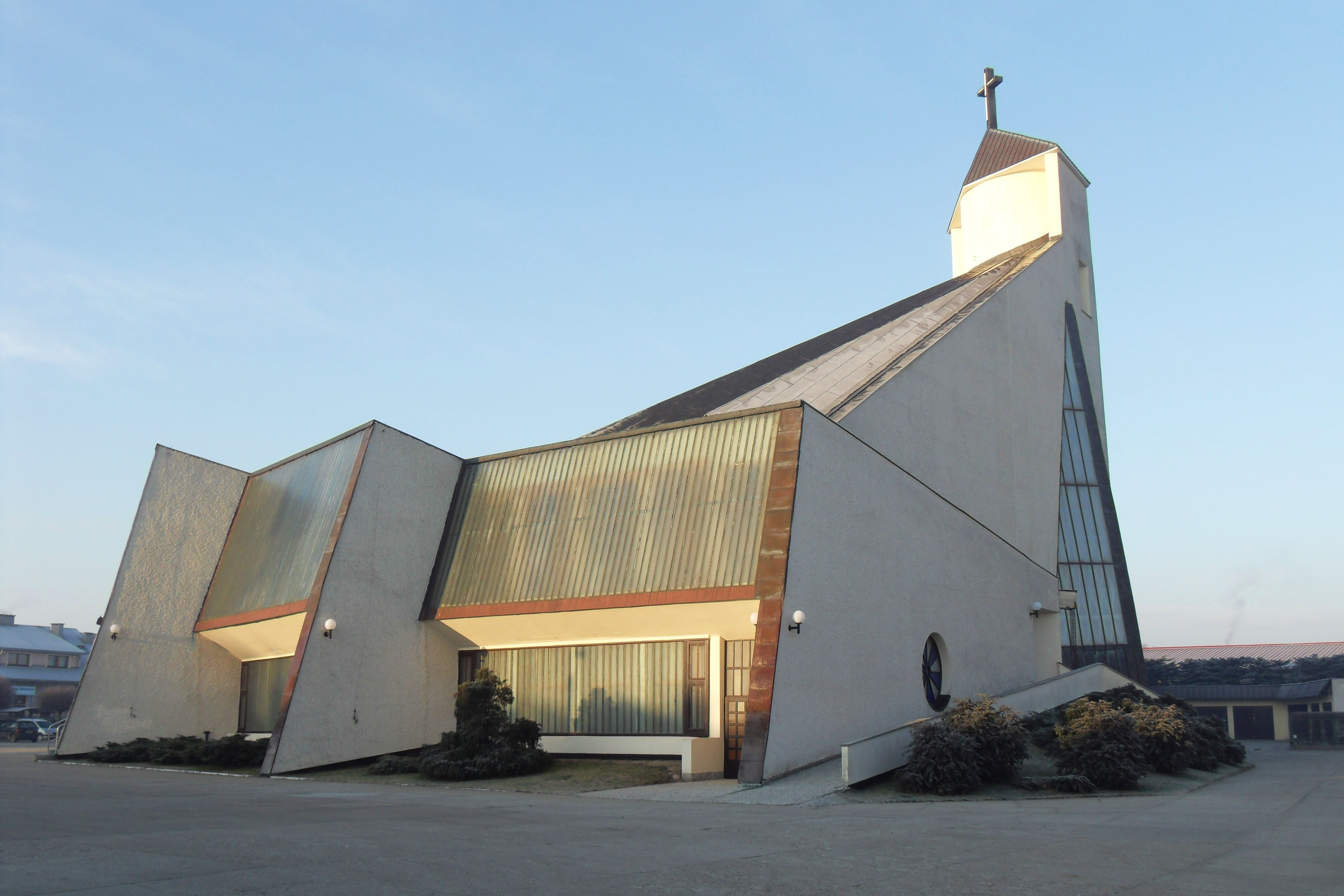
Kościół Chrystusa Zbawiciela, ul. Pegaza

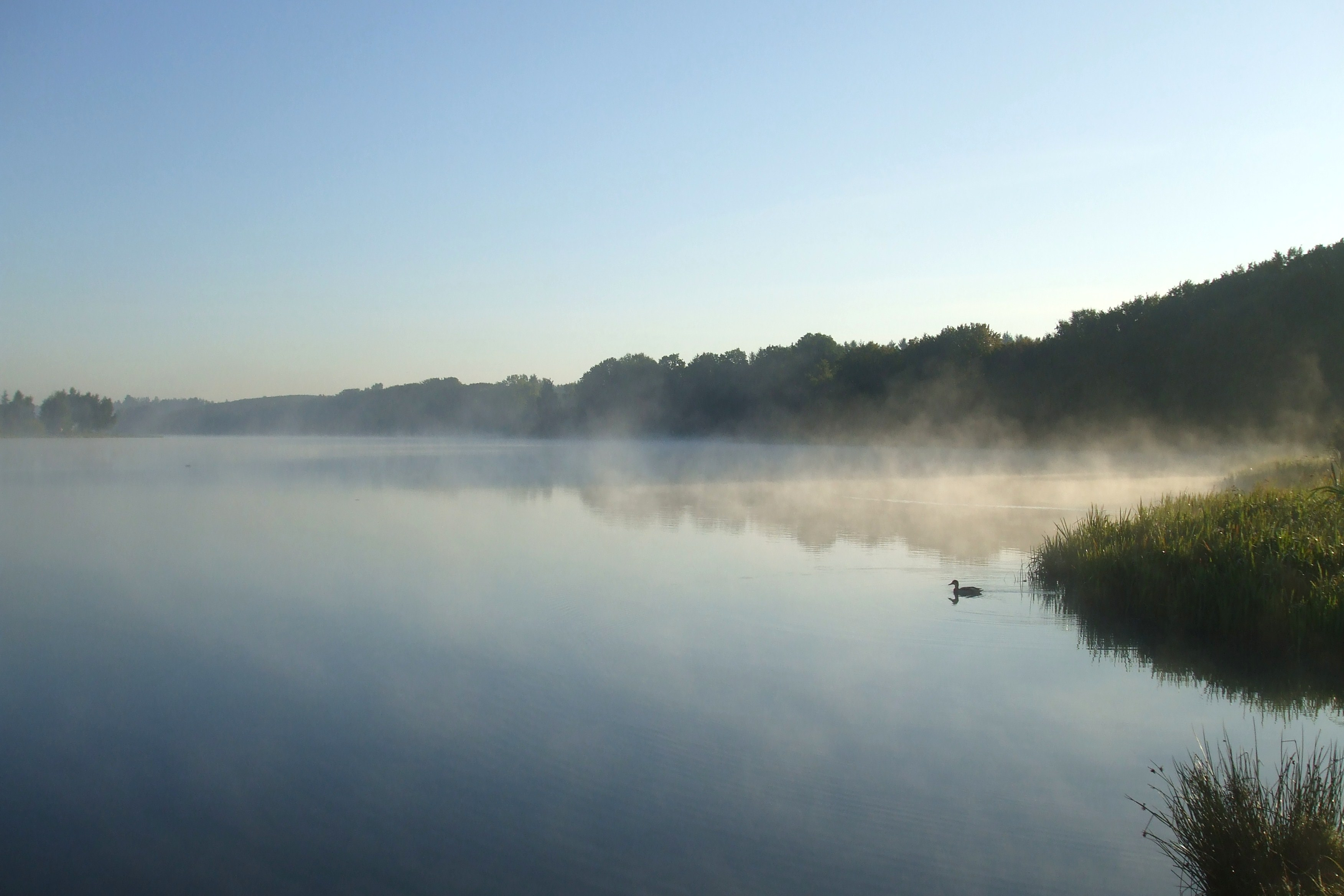
Jezioro Wysockie

Dzielnica Osowa leży na północno-zachodnim krańcu Gdańska. Na północy graniczy z miastami Gdynią i Sopotem, natomiast na zachodzie z terenami gminy Żukowo. Od południa i wschodu Osowa sąsiaduje z innymi dzielnicami Gdańska – Matarnią oraz Oliwą.
Osowa leży na zachód od Trójmiejskiego Parku Krajobrazowego i na wschód od dwóch jezior: Wysockiego i Osowskiego. Jej teren jest równinny, wysokość nad poziomem morza to ok. 140 m (stąd różnice temperatur w stosunku do dzielnic przybrzeżnych). Na terenie dzielnicy znajduje się Góra Studencka, najwyższe wzniesienie Gdańska, i tym samym Osowa jest najwyższą dzielnicą tego miasta (oraz czwartą pod tym względem w Trójmieście).
Zabudowę stanowią głównie domy jednorodzinne oraz zabudowy szeregowe. W nowszej części dzielnicy dominują niskie zabudowy blokowe.
Na terenie dzielnicy znajdują się dwa pomniki przyrody przy ul. Galaktycznej. Są to klon jawor o obwodzie 300 cm oraz grusza pospolita o obwodzie 222 cm przy powołaniu w 1988 roku.

### Położenie historyczne
Morfogenetycznie Osowa zajmuje znacznie mniejszą powierzchnię i obejmuje osadę nad jeziorem Osowskim. Obszar współczesnej dzielnicy obejmuje również tereny innych osad i wsi, włączonych w granice miasta Gdańska w 1973 roku:
- Wysoka – przed włączeniem do miasta była wsią sołecką[2]. Na jej miejscu powstało osiedle, obecnie stanowiące północną, największą część dzielnicy. Skrawek Wysokiej, będący terenem dawnej leśniczówki, został włączony do Gdyni i stanowi obecnie eksklawę na terenie Gdańska (patrz: Wysoka w Gdyni).
- Barniewice – fragment wsi Barniewice, przyłączony do miasta. Stanowi południowo-zachodnią część dzielnicy.
- Owczarnia – dawny dwór opacki, od 1951 państwowe gospodarstwo rolne[2], obecnie na jej terenie znajdują się węzeł drogowy z Obwodnicą Trójmiasta oraz leśniczówka, zlokalizowane na wschodnim krańcu dzielnicy
- Kukawka – osiedle na północno-zachodnim skraju dzielnicy
- Nowy Świat – fragment osady Nowy Świat, włączony w granice miasta, znajdujący się w południowo-zachodniej części dzielnicy

Dzisiejsza dzielnica w zdecydowanej większości należy historycznie do Wysokiej, jednakże od czasu przyłączenia tych terenów w granice administracyjne miasta nazwą Wysoka zaczęto nieprawidłowo określać wyłącznie skrawek należący do Gdyni.
Jednostki morfogenetyczne, znajdujące się na terenie dzielnicy Osowa, należą do okręgu historycznego Wyżyny.

## Kalendarium Osowej
- 1220 – pierwsza wzmianka o istnieniu wsi Barniewice, należącej do księcia Świętopełka i podarowanej przezeń opactwu oliwskiemu;
- 1245 – papież Innocenty IV zatwierdził posiadłości klasztorne cystersów; wśród 35 miejscowości, wymienionych w dokumentach znalazła się wieś Wissoka, rozciągająca się na terytorium dzisiejszej Osowy;
- 1268 – według niektórych źródeł dopiero wówczas Wissoka przeszła w ręce cystersów w wyniku wymiany ziem z Zakonem krzyżackim;
- do 1772 – Wissoka (zwana w późniejszym czasie kolejno: Wyszoka, Wysoka, Widtstock, Wittstock) wraz z częścią Jeziora Wysockiego znalazła się w posiadaniu oliwskich cystersów;
- 1763 – po raz pierwszy w dokumentach klasztornych pojawiła się nazwa „Osowa” jako część nazwy karczmy (niem: Espenkrug, czyli Osowa Karczma), znajdującej się w pobliżu Wysokiej, stojącej przy wschodnim krańcu Jeziora Osowskiego;
- 1772 – wynikiem I rozbioru Polski okolica przeszła pod administrację zaboru pruskiego (Królestwo Prus)
- 1783 – nastąpiły upaństwowienie i parcelizacja ziemi klasztornej; Dawid Lietzau dzierżawcą Wysokiej, która wówczas liczyła 80 mieszkańców;
- 1830 – właścicielem Wysokiej został rajca gdański Fryderyk Wilhelm von Frantzius
- 1861 – Wysoka została odziedziczona przez Karola Eilharda
- 1867 – Wysoka liczyła 10 budynków mieszkalnych i 136 mieszkańców, natomiast wieś Osowa – 16 domów i 153 mieszkańców
- po 1918 – wyznaczono obszar Wolnego Miasta Gdańsk, Wysoka znalazła się poza nim, wracając w granice Polski, tuż za ówczesną linią graniczną;
- 1919 – na terenie Osowej powstała pierwsza – jednoklasowa szkoła podstawowa, której siedziba znajdowała się przy ul. Kielnieńskiej na terenie dzisiejszej hali sportowej;
- 20 listopada 1921 – uruchomiono linię kolejową Gdynia – Kokoszki (linia kolejowa nr 235), a wraz z nią stacyjkę w Osowej (tereny dzisiejszej ul. Nowej i Komandorskiej);
- 9 listopada 1930 – zostały oddane do eksploatacji nowa linia kolejowa tzw. magistrala węglowa i odcinek Osowa – Owczarnia oraz nowa stacja „Osowa”, zlokalizowana w innym miejscu niż poprzednia – nad jeziorem Wysockim;
- 1939 – do szkoły w Osowej uczęszczało ok. 100 uczniów
- 4 września 1939 – stanowiska obronne wokół Osowej opuściły nieliczne polskie pododdziały rezerwowe z formacji Obrony Narodowej, wycofując się w kierunku Chwaszczyna i Wielkiego Kacka, ówczesna wieś znalazła się pod okupacją niemiecką[7], z rąk Niemców giną nauczyciele, a szkoła zostaje spalona;
- marzec 1945 – po walkach na przedpolach Gdyni Osowa została opanowana przez wojska radzieckie i następnie przywrócona w granice powojennej Polski;
- 1947 – rozpoczęła się budowa nowej szkoły przy ul. Juraty;
- 5 marca 1948 – rozpoczęła działalność siedmioklasowa szkoła podstawowa, do której uczęszczało ok. 100 uczniów i uczyło w niej 3 nauczycieli; w szkole mieściły się siedziby tzw. Uniwersytetu Powszechnego, Koła Gospodyń Wiejskich, chóru, prowadzone były kursy kształceniowe dla dorosłych, odbywały się pokazy kina objazdowego; kierownikiem szkoły został Władysław Raatz;
- 1 stycznia 1973 – tereny wsi Wysoka, Osowa oraz części Barniewic włączono do Gdańska;
- 1976 – powstała Przesypownia Cementu (obecnie skład producenta Grupy Ożarów SA), pierwszy „większy” zakład pracy w Osowej.
- 1 września 1976 – nowy rok szkolny uczniowie osowskiej szkoły rozpoczęli z nowym dyrektorem: Krystyną Andersohn
- 1979 – powstała jedna z najstarszych, „rdzennych” spółdzielni mieszkaniowych Osowej – LWSM „Osowa”[8], która obejmuje obszar 24 ha w granicach ulic: Sołdka, Szalupowej, Balcerskiego, Zatokowej, Wendy, Korsarzy, Siedleckiego i Barniewickiej;
- po 1980 – działalność rozpoczęła SMLW im. Obrońców Wybrzeża (tzw. spółdzielnia wojskowa), której tereny obejmują ulice: Kielnieńska, Komety, Herkulesa, Bliźniąt, Feniksa, Perseusza, Cefeusza, Wodnika, Wegi, Jednorożca, Kasjopei, Syriusza, Bereniki;
- 14 września 1980 – odbyła się pierwsza msza w Osowej – odprawiona przy drewnianym ołtarzu, na ściernisku przez Henryka Bietzke – proboszcza parafii Chrystusa Zbawiciela; kilka miesięcy później przy ul. Pegaza powstała kaplica parafialna. Marian Przykucki wmurował kamień węgielny pod budowę kościoła w parafii Chrystusa Zbawiciela;
- 15 marca 1986 – odbyło się uroczyste, oficjalne otwarcie nowej szkoły – Zespołu Kształcenia i Wychowania nr 12 przy ul. Siedleckiego 14;
- 1 września 1990 – Urszula Szarmach została nowym dyrektorem ZKiW nr 12 w Osowej;
- 15 czerwca 1992 – Tadeusz Gocłowski dokonał uroczystej konsekracji świątyni, ołtarza i dzwonów oraz święci pomieszczenia biblioteki, salek katechetycznych i biura parafialnego parafii Chrystusa Zbawiciela w Gdańsku-Osowie;
- 1993 – rozpoczął się proces przewłaszczania terenów i nieruchomości, należących do spółdzielni mieszkaniowych oraz uporządkowywania infrastruktury i przekazywania jej gminie;
- 1995 – powstało Pomorskie Centrum Hurtowe Rënk;
- 1998 – Przychodnia Rejonowa w Osowej rozpoczęła działalność w nowym budynku;
- listopad 1998 – otwarcie Centrum Handlowego Osowa;
- 1999 – w Osowej po sześcioletniej przerwie otwarto Komisariat Policji;
- maj 2000 – Wiesław Szlachetka został proboszczem parafii pod wezwaniem św. Polikarpa Biskupa i Męczennika – nowej parafii w Gdańsku-Osowej;
- 2000 – w Osowej powstała Rada Przyjaciół Harcerstwa, której założycielem był Mieczysław Czajkowski;
- listopad 2001 – Tadeusz Gocłowski dokonał poświęcenia kaplicy parafialnej przy ul. Wodnika;
- styczeń 2002 – nastąpiła prywatyzacja Przychodni Rejonowej w Osowej – powstał Niepubliczny Zakład Opieki Zdrowotnej „Nadmorskie Centrum Medyczne”;
  - – otwarto Castoramę;
- 2003 – otwarto hurtownię Selgros Cash and Carry;
- 1 września 2004 – otwarto nowy budynek – gimnazjum przy ul. Wodnika 57.
  - Zespół Kształcenia Podstawowego i Gimnazjalnego nr 7 został rozwiązany. Funkcjonowały dwie placówki oświatowe: Szkoła Podstawowa nr 81 im. prof. Michała Siedleckiego, której dyrektorem została Mariola Cyranek; oraz Gimnazjum nr 33, którego dyrektorem została Marzena Majerowska.
- 1 września 2005 – został oddany do użytku kompleks sportowy przy gimnazjum: boiska, duża sala gimnastyczna z zespołem mniejszych sal;
- 2009 – otwarto salon Black Red White;
- 2010 – utworzono XXIV Liceum Ogólnokształcące, mieszczące się wraz z Gimnazjum nr 33 przy ulicy Wodnika 57, tworząc Zespół Szkół Ogólnokształcących nr 2;
- grudzień 2011 – został otwarty pierwszy Orlik w Osowej.
- 29 czerwca 2013 – przy ul. Koziorożca 20 otwarto prywatny, letni basen kąpielowy o wymiarach 12,75 × 6,6 × 1,2 m; jego działalność była jednak krótkotrwała[9][10][11].
- 2014 – został otwarty pierwszy sklep sieci marketów Lidl w Osowej.
  - została otwarta nowa wewnątrzosiedlowa linia autobusowa 269.
  - rozpoczęto prace budowlane nad skateparkiem w Osowej.
- 2015 – rozpoczęto prace przy budowie przystanku Pomorskiej Kolei Metropolitalnej w sąsiedztwie osowskiego dworca PKP.
- 21 kwietnia 2017 – otwarcie basenu, powstałego kosztem 11 mln zł[12]. W październiku 2018 skorzystało z niego 9312 osób[13].
- 15 listopada 2019 – ogłoszenie laureatki konkursu „LOGO OSOWA”, którą została Aneta Kosz. Od tego dnia Osowa posiada swój logotyp i system identyfikacji wizualnej[14].
- 31 grudnia 2019 – Osowę zamieszkiwało oficjalnie 16 114 mieszkańców, co czyniło ją najludniejszą dzielnicą VI okręgu wyborczego Gdańska.
- 20 marca 2023 – podpisano umowę na pełną przebudowę ulicy Kielnieńskiej na odcinku od ulicy Galaktycznej (wraz z pętlą autobusową) do ulicy Drawskiej (wraz ze skrzyżowaniem), a także na budowę ulicy tzw. Nowej Koziorożca, która połączy ronda zlokalizowane u zbiegu ulic Koziorożca, Jednorożca i Mieczysława Niedziałkowskiego z ulicami Kielnieńską i Spacerową[15]. Zadanie zrealizuje konsorcjum film Polimex Infrastruktura Sp. z o.o. i Polimex Mostostal S.A.. Koszt zadania to nieco ponad 63,5 mln zł. Inwestycja będzie realizowana przy dofinansowaniu z programu - Rządowy Fundusz Polski Ład: Program Inwestycji Strategicznych w wysokości blisko 58,5 mln zł. Realizacja potrwa 26 miesięcy.
- 1 września 2023 – osowskie dzieci w wieku wczesnoszkolnym rozpoczęły naukę w nowym budynku filii Szkoły Podstawowej nr 33 przy ulicy Orfeusza 9. W budynku znalazło się 16 sal lekcyjnych dla dzieci z klas "0" oraz 1-3. W dotychczasowym budynku Zespołu Szkół Ogólnokształcących nr 2 pozostały dzieci starsze (z klas 4-8) oraz uczniowie liceum.[16]
- 2 września 2023 – uroczyste obchody 50 rocznicy przyłączenia Osowej do Gdańska[17].

## Transport i komunikacja

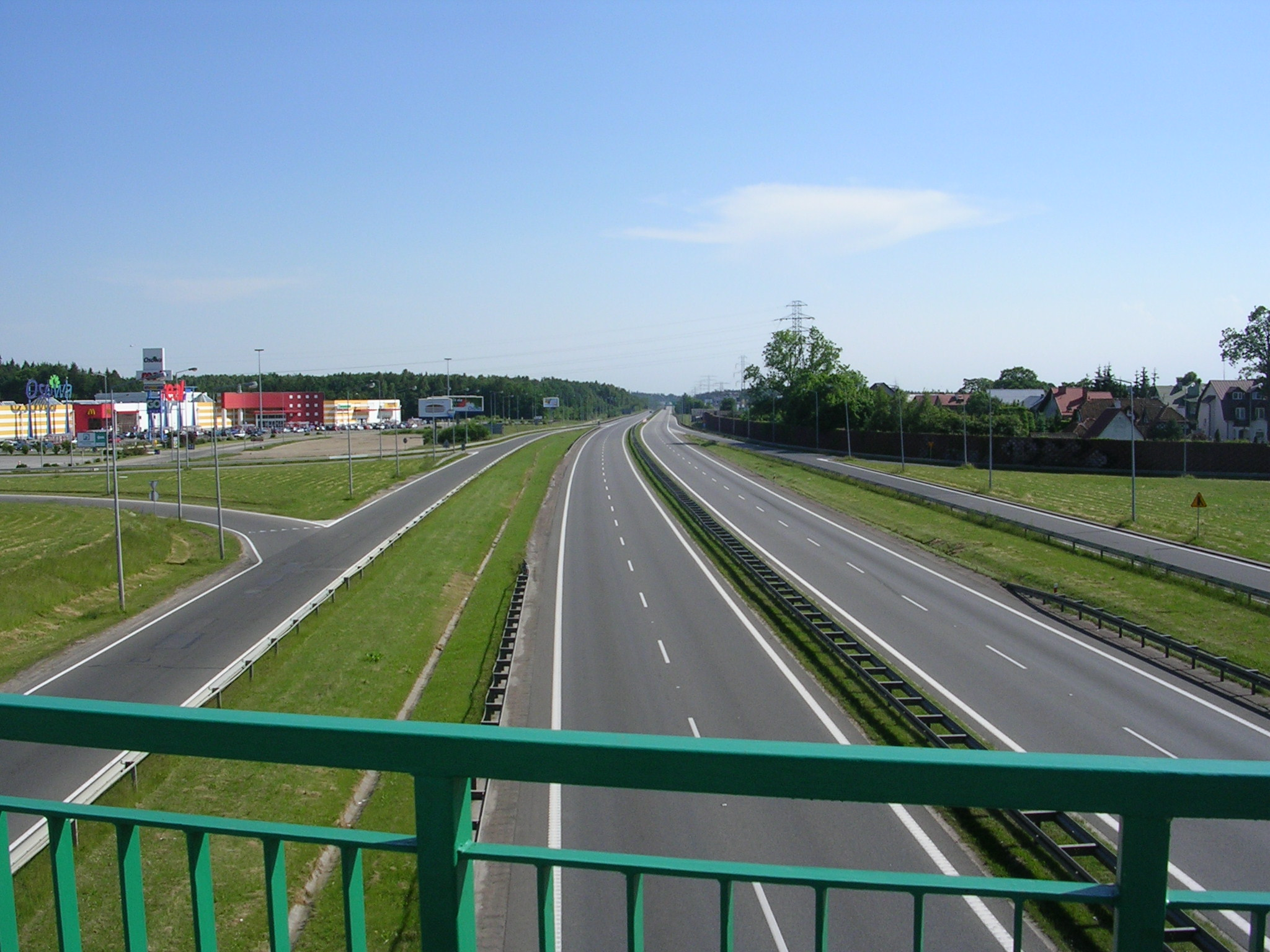
Obwodnica Trójmiasta w Osowej

Przez Osowę przebiega obwodnica Trójmiasta będąca częścią drogi ekspresowej S6. Obwodnicę przecina droga wojewódzka nr 218. Dzielnica jest połączona z resztą miasta przy pomocy miejskich linii autobusowych i jednej linii centrum handlowego.
W Osowej znajduje się stacja kolejowa Gdańsk Osowa położona na linii kolejowej nr 201 (Bydgoszcz–Kościerzyna–Gdynia). Odbywa się na niej ruch towarowy i pasażerski.
Do Osowej kursują autobusy gdańskiej komunikacji miejskiej (Gdańskie Autobusy i Tramwaje).
Do Osowej dojeżdżają także pociągi SKM (Szybka Kolej Miejska) i PolRegio kursujące po linii Pomorskiej Kolei Metropolitalnej w relacji Gdańsk Wrzeszcz – Gdynia Główna (przez Port Lotniczy), dzięki czemu Osowa skomunikowana jest bezpośrednio także z dzielnicami Kokoszki, Jasień, Brętowo, Strzyża oraz Wrzeszcz, a także w relacji Kościerzyna/Kartuzy – Gdynia Główna.

## Rada Dzielnicy

### Kadencja 2024–2029[19][20][21][22][23]
- Przewodniczący Zarządu Dzielnicy 
  - Bartosz Stefański
- Przewodnicząca Rady Dzielnicy
  - Małgorzata Biernat

### Kadencja 2019–2024[24][25]
- Przewodniczący Zarządu Dzielnicy 
  - Bartosz Stefański
- Przewodniczący Rady Dzielnicy 
  - Waldemar Karpiński

### Kadencja 2015–2019[26]
- Przewodniczący Zarządu Dzielnicy 
  - Maciej Przybylski
- Przewodniczący Rady Dzielnicy 
  - Waldemar Karpiński (2018–2019)
  - Karol Ważny (2015–2018)[27]

### Kadencja 2011–2015[28][29]
do 1 czerwca 2014 jako Rada Osiedla
- Przewodniczący Zarządu Dzielnicy 
  - Maciej Przybylski
- Przewodnicząca Rady Dzielnicy 
  - Maria Bank

## Obiekty sakralne w Gdańsku Osowej
W Gdańsku Osowej znajdują się dwa obiekty sakralne, należące do Kościoła Rzymskokatolickiego:
1. Kościół pw. Chrystusa Zbawiciela przy ul. Pegaza 15. Wchodzi w skład dekanatu Gdańsk-Oliwa. Proboszczem parafii jest ks. Wojciech Tokarz. Powstał w latach 1983–1989[31].
2. Kościół pw. św. Polikarpa przy Placu Św. Jana Apostoła. Wchodzi w skład dekanatu Gdańsk-Oliwa. Jest parafią dla 4622 mieszkańców Osowej. Proboszczem parafii jest ks. prałat dr Andrzej Penke (od 2014). Powstał w latach 2000–2019[32].

W dzielnicy znajduje się również Sala Królestwa Świadków Jehowy przy ulicy Barniewickiej 54.

## Supermarkety oraz inne obiekty usługowe
W Gdańsku Osowej znajduje się kilka sklepów wielkopowierzchniowych oraz kilka sklepów osiedlowych, m.in.:
- Aldi (przy ul. Władysława Raatza)
- Castorama
- Biedronka (przy ul. Balcerskiego 2, Galaktycznej, Koziorożca i Osowski Zakątek)
- Biedronka Outlet (przy ul. Balcerskiego 12)
- Black Red White
- Lidl (przy ul. Jednorożca)
- Polo Market (przy ul. Wodnika i Spacerowej).
- Rossmann (przy ul. Spacerowej, tworząc mini centrum handlowe z Polo Marketem, piekarnią oraz siłownią).
- Pepco (przy ul. Jednorożca)

Ponadto w Gdańsku Osowej powstał skwer handlowy na skrzyżowaniu ul. Jednorożca i Koziorożca zwany „Czerwoną Torebką”, przy którym znajdują się: Żabka, sklep mięsny „Gzella”, piekarnia Szydłowski, sklep zoologiczny „Karina” oraz sklep owocowo-warzywny i rybny.
Drugim mini parkiem handlowym jest „Bingo!”, w którym znajdują się: kolejny sklep Żabka, cukiernia „Manufaktura mojej mamy”, sklep mięsny „Kmicic”, sklep owocowo-warzywny „Zielony koszyk” oraz restauracja „Pazzi Ragazzi”.
W Gdańsku Osowej znajdują się lokale gastronomiczne, m.in. pizzeria włoska Trattoria Gusto, Sabrosso.
W części dzielnicy zwanej Owczarnią powstały supermarket Selgross Cash&Carry oraz Pomorska Hurtownia Kwiatowa „Renk” (otwarta w 1999 roku).
Na terenie Gdańska Osowej funkcjonują trzy placówki Poczty Polskiej (przy ul. Kielnieńskiej 125, ul. Koziorożca 33 oraz trzecia, znajdująca się, w supermarkecie Selgros Cash&Carry).
W Osowej znajduje się również placówka medyczna „NCM Biwakowa”, należąca do gdańskiej sieci placówek medycznych „Nadmorskie Centrum Medyczne”, w której skorzystać można z podstawowej opieki medycznej (internista, pediatra, lekarz rodzinny) oraz specjalistycznej (chirurgia, stomatologia, ginekologia oraz rehabilitacja).
W Centrum Handlowym „Osowa” znajdującym się przy Obwodnicy Trójmiasta funkcjonują supermarket Auchan oraz liczne punkty handlowo-usługowe (m.in. CCC, Rossman, Hebe, sklep zoologiczny, sklepy odzieżowe, pasmanteria, oddział banku Millenium czy cukiernia Sowa).
W Osowej funkcjonują prywatne gabinety lekarskie i weterynaryjne.

## Walki we wrześniu 1939 roku
Dnia 1 września pluton z „Danzig SA” pod dowództwem ppor. R. Alluskewitz w sile 35 ludzi wypiera polską placówkę straży granicznej (kilkuosobową) we wsi Wysoka (obecnie część dzielnicy Gdańska Osowa) dochodząc aż pod miejscowość Osowa. Drugiego i trzeciego dnia września niemiecki oddział zostaje wzmocniony plutonem Landespolizei, oraz plutonem ppanc. z dwoma działkami.
W dniu 1–2 września 1939 roku w dowództwie Lądowej Obrony Wybrzeża powstał plan ataku na pozycje niemieckie w okolicach zajętej przez nich Osowy. Celem ataku było uderzenie i wyjście na tyły jednostek niemieckich atakujących wzdłuż brzegu morza Oddział Wydzielony „Redłowo” w rejonie Kacka i Orłowa.
Do ataku wydzielono III batalion rez. z Kępy Oksywskiej, I batalion 2 Morskiego Pułku Strzelców, dwie kompanie 1 Morskiego Pułku Strzelców oraz odwodową kompanię I batalionu Obrony Narodowej. Dowództwo nad całością ataku objął osobiście płk Dąbek. Ponadto atak miał być wsparty przez baterię 105 mm z Kępy Oksywskiej oraz przez zaimprowizowany pociąg opancerzony z ckm i dodatkową obsadą kilkunastu żołnierzy. Pociąg i artyleria miały zmylić Niemców co do kierunku ataku. Atak miał się rozpocząć w nocy z 3 na 4 września.
Podczas przemarszu wyznaczonych oddziałów na miejsce zbiórki spóźnił się I batalion 2 MPS. Ostatecznie płk. Dąbek aby rozpocząć atak jeszcze w nocy ruszył do akcji na czele dwóch batalionów. Spóźnienie I batalionu 2 MPS wynikało z zamieszania i wypadku podczas przemarszu, w wyniku którego zostało rannych dwóch żołnierzy.
W trakcie przemieszczania się polskich jednostek dywersanci niemieccy podpalili zabudowania Dworu Warzenko próbując dać znać o przemarszu.
Atak polskich jednostek rozpoczął się po godzinie 2 w nocy dnia 4 września przez Stację Osowa na wieś Wysoka i miejscowość Osowa nad Jeziorem Osowskim.
We wsi Wysoka Niemcy zostali zaskoczeni i ponieśli straty. Atak na samą Osowę rozpoczął się o godzinie 7. Tu Niemcy bronili się przez dwie godziny po czym się wycofali na południe od Osowy. Po zdobyciu Osowy polskie kompanie posuwały się w kierunku Wlk. Kacka. W okolicach wzgórza 126,4 polskie kompanie dostały się pod silny ogień ckm ze wzgórza. Pomimo próby ataku z braku własnej artylerii, a nawet broni maszynowej polskie jednostki zmuszone były odstąpić. Niemcy na wzgórzu byli dobrze okopani, posiadali broń maszynową i zasieki na przedpolu.
W godzinach popołudniowych polskie kompanie wycofały się z Osowej.
Pociąg opancerzony wyruszył z Wlk. Kacka 4 września o godzinie 1 w nocy. Niecały kilometr za stacją dostał się pod silny niemiecki ogień ckm z pobliskich wzgórz. Pomimo planowanych kilkukrotnych wypadów pociągu z nawrotami, z powodu niewystarczającego opancerzenia pociąg musiał wycofać się z akcji. W czasie tej akcji okazało się, że pociski niemieckie z łatwością przebijają opancerzenie. W improwizowanym pociągu zostało rannych dziewięciu żołnierzy w tym jeden z oficerów dowodzących.
Ostateczny bilans wynosił:
Po stronie polskiej 9 zabitych, w tym 1 oficer, 20 rannych (nie licząc obsady pociągu) i jeden zaginiony.
Po stronie niemieckiej 40 zabitych, rannych wielu (nieznana liczba), 22 jeńców.
Zdobyto na Niemcach: 2 działka ppanc., 1 ckm, 3 lkm, 60 karabinów, kilka samochodów ciężarowych, osobowych, motocykli oraz amunicję.
Ostateczny cel akcji nie został osiągnięty, czyli rozbicie sił niemieckich w tym rejonie frontu. Jedynie część jednostek polskich przeszła swój chrzest bojowy, oraz osłabiono w późniejszym okresie niemieckie natarcia na tym odcinku.